# 崎頂 (苗栗縣竹南鎮)
崎頂，是臺灣苗栗縣竹南鎮的一個傳統地域名稱，位於該鎮北部。相較於今日行政區，其範圍大致包括崎頂里、公義里西北部。

## 歷史
台灣清治末期至日治初期，崎頂地區為一街庄，稱為「崎頂庄」，隸屬於竹南一堡。該庄西邊及西北邊臨台灣海峽，東北與鹽水港庄為鄰，東南與口公館庄、大埔庄為鄰，西南邊為營盤邊庄。
1901年（日治明治三十四年）11月，全台廢縣廳改設二十廳，該庄隸屬於新竹廳。1909年（明治四十二年）10月，合併二十廳為十二廳，該庄隸屬不變。1920年（大正九年），廢十二廳改設五州二廳，該庄改制為「崎頂」大字，隸屬於新竹州竹南郡竹南庄。1940年，竹南庄升格為竹南街。
戰後竹南街改制為竹南鎮，隸屬於新竹縣，大字亦改制為里。1950年桃、竹、苗分治，竹南鎮改隸屬於苗栗縣。

## 聚落
本地區發展較早的聚落有青草、北戶頭、崎頂、清天泉、鹿廚坑、口牆圍等，在日治期初期的官方地圖上已有記載。此外，本地區尚有山頂、東崎頂等聚落。

## 交通
台鐵縱貫線是台灣西部鐵路幹線，大致以東北—西南走向繞大彎道轉西北—東南走向經過崎頂地區西部近海岸地帶。境內設有崎頂車站，屬招呼站，僅停靠區間車。
國道3號又稱「福爾摩沙高速公路」，是台灣西部第二條縱向高速公路，大致以東北—西南走向蜿蜒經過本地區東部及南部邊界外側。本地區東北部邊界外側省道台13線、台1線交會處共同設有香山交流道，西南部邊界外側省道台61線交會處設有西濱交流道（只有南出北入），由此可快速連絡台灣西部國道3號沿線各地。
省道台61線又稱「西部濱海快速公路」，是八里至安南的快速公路，大致以縱向轉東北—西南走向繞弧形轉縱向經過本地區西部近海地帶，並位於鐵路西側。由該道路向東北可前往香山並止於浸水橋北側，其後以省道台15線作為代用道路；向南可前往後龍並止於通霄白沙屯，其後以省道台1線作為代用道路。
省道台13線（公義路）是香山內湖至豐原的幹道，大致以縱向經過本地區東北部邊界外側。由該道路向北可前往香山內湖並止於省道台1線路口；向南轉西南再轉南可前往竹南市區、造橋赤崎仔、頭屋、苗栗、銅鑼等地。
鄉道苗1線（南港街、天祥街二段）是誠仁橋至照南里的道路，大致先前橫向經過本地區東北角，再以東北—西南走向繞大彎道轉西北—東南走向經過本地區西部及南部，並位於台鐵縱貫線西側。由該道路東北段向東即止於省道台13線路口；由西南段向東南可前往照南國小前並止於民安路路口。
鄉道苗2線（仁愛路）是崎頂海水浴場至水流東的道路，其西側端點位於本地區西部崎頂車站旁的崎頂海水浴場。由此向東南東轉南南東再轉東南蜿蜒而行，出境後可前往大埔、興隆、水流東並止於區道苗2-3線路口。
鄉道苗2-1線（保興路）是壽山橋至山頂的道路，其南側端點位於本地區中部偏西南的鄉道苗2線壽山橋旁路口。由此向北北東經山頂聚落後轉東北並止於苗栗縣、新竹市邊界處；續行新竹市道路可前往南港聚落並止於鄉道苗1線。
鄉道苗3線（正覺路）是口公館至山佳的道路，其北側端點位於本地區東北部邊界旁的省道台13線路口。由此向西南沿本地區東邊邊界而行，經鳳梨坑、崎腳後於相思林附近離開邊界，穿越國道3號高架橋下後可前往山佳並止於鄉道苗3-1線路口。

## 產業
- 竹南工業區